# Tongari Bōshi no Atelier
Tongari Bōshi no Atelier (とんがり帽子のアトリエ; Tongari Bōshi no Atorie; en català «L'Atelier del barret punxegut»), també conegut com a Witch Hat Atelier, és un manga japonès escrit i dibuixat per Kamome Shirahama, que narra la història de la Coco, una noia que somia ser una bruixa. El manga es va iniciar el 2016 i actualment encara es troba en publicació.

## Argument
La història és un relat de fantasia, on la protagonista és una noia anomenada Coco, la qual viu en un petit poble al camp i des de petita sempre ha somiat en convertir-se en bruixa, però com va néixer sense aptituds màgiques li és impossible. Quan ja ha abandonat el seu somni, un dia la seva vida canvia dràsticament quan casa seva és visitada per un bruixot anomenat Qifrey i descobreix el secret de la màgia.

## Publicació
El manga va començar a publicar-se al núm. 9 de la revista Monthly Morning Two, de l'editorial Kodansha, el 22 de juliol de 2016. El 23 de gener de 2017 va sortir el primer volum recopilatori, quedant el tercer en la classificació de vendes de la setmana del 23 al 29 de gener, segons la llista de Comic Zin. Actualment, encara es troba en procés de publicació; el nombre de volums recopilatoris que han sortit a la venda són 7.
L'obra s'ha traduït a diversos idiomes. Ha estat publicada als Estats Units per la mateixa editorial Kodansha, mentre que a Llatinoamèrica ha estat llicenciada a l'Argentina i Mèxic per l'Editorial Ivréa i Panini Comics, respectivament; a Europa ha estat publicada a Espanya per Milky Way Ediciones, a França per Pika Édition, a Polònia per Kotori i a Rússia per Istari Comics.

## Reconeixements
El manga va estar nominat als 44ns Premi Kodansha al millor manga l'any 2020. Als Estats Units va rebre el premi a la millor obra asiàtica al Premi Eisner el juliol de 2020 i el guardó al millor manga al Premi Harvey l'octubre del mateix any.